# Ponte degli amori
Il Ponte degli amori (in lingua francese Pont des Amours) è un ponte situato all'ingresso del canale Vassé sul Lago di Annecy.
Collega i Giardini Pâquier d'Europa e contrassegna uno degli ingressi insieme alla Thiou del lago all'interno della città.
Secondo le fonti, il Pont des Amours deve il suo nome al fatto che in passato era luogo d'incontro per le prostitute. Una versione più romantica dice che il ponte era (e probabilmente è ancora) un luogo in cui si incontravano gli innamorati.
La leggenda sul ponte narra che se due amanti si danno un bacio sul ponte saranno uniti per la vita.